# Ciąża szyjkowa
Ciąża szyjkowa – bardzo rzadka postać ciąży ektopowej. Polega na zagnieżdżeniu zapłodnionej komórki jajowe w błonie śluzowej kanału szyjki macicy. Występuje z częstością 1:1000 – 1:18000 ciąż i stanowi zaledwie 1% wszystkich przypadków ciąż ektopowych.

## Rozpoznanie
- badanie USG w I trymestrze ciąży
- niespecyficzne krwawienie z narządów płciowych
- zasinienie części pochwowej szyjki macicy
- ból podbrzusza[1]

## Leczenie
- chirurgiczne: łyżeczkowanie, aspiracja lub histeroskopowe usunięcie jaja płodowego, wycięcie macicy
- farmakologiczne: podanie cytostatyków, podanie chlorku potasu bezpośrednio do jaja płodowego, dopochwowa aplikacja mizoprostolu, doszyjkowe podanie dinoprostonu[1]